# Xian de Runan
Runan (Xinès tradicional:汝南縣; Xinès simplificat:汝南县) és un xian situat a Zhumadian, Henan, Xina.
En temps antics era anomenat com "la meitat del món", des que va estar situat en el centre de les nou províncies Yu. Durant la Dinastia Han, va contribuir amb la major quantitat d'oficials cap al govern central, i fou la llar ancestral de l'immensament influent clan Yuan de Runan.